# 259ª Squadriglia
La 259ª Squadriglia fu un reparto attivo nel Servizio Aeronautico della Regia Marina (Prima guerra mondiale).

## Storia

### Prima guerra mondiale
Dopo la partenza della squadriglia francese dotata di FBA Type H (il CAM di Venezia) viene creata la 259ª Squadriglia nel giugno 1917 con personale e materiale della 3ª Squadriglia Idrovolanti della Stazione di Venezia sull'Isola di Sant'Andrea (Venezia) dotata di FBA e Macchi L.3 comandata dal Tenente di Commisariato Arnaldo De Filippis che dispone di 12 piloti. 
Il 24 agosto un idro rientra riportando un avvistamento di 2 cacciatorpediniere a Sud di Rovigno e partono 3 Macchi per bombardarle avvistando anche 2 sommergibili a 15 miglia dall'isola Brioni Maggiore.
Due idro attaccano un cacciatorpediniere classe Huszár con 4 bombe da 162 mm e 2 inglesi da 60 lb ed un idro colpisce la poppa di un sommergibile che poi sparisce.
Il 1º settembre 6 aerei scortati da 2 Macchi M.5 lanciano 35 bombe sulle corazzate SMS Wien e SMS Budapest vicino alla diga lunga a Sud di Muggia, il 19 ottobre il 2° Capo torpediniere pilota Giosellino Corgnolino ed il Tenente di Vascello Francesco Cappa effettuano una scorta ai monitori con il Macchi ed il 31 ottobre 4 aerei bombardano unità austriache nel golfo di Panzano (Monfalcone).
Il 5 novembre il Macchi di De Filippis e Cappa viene abbattuto nel bombardamento di un ponte di barche a Latisana dall'Albatros D.III dell'asso dell'aviazione Godwin Brumowski che arriva alla 24ª vittoria in collaborazione con Frank Linke-Crawford e Rudolf Szepessy-Sokoll ed il comando interinale passa al guardiamarina Oreste Naccari ed il 7 novembre al tenente di vascello Umberto Magaldi.
Il 16 novembre gli aerei bombardano una formazione navale che spara sulle posizioni italiane di Cortellazzo ed il 17 abbattono un Lohner K.
Il 1º gennaio 1918 dispone di 8 piloti tra cui il Sottotenente di Vascello Domenico Arcidiacono, 5 osservatori e 5 L.3 e nel mese colpiscono Torre di Mosto.
Il 1º febbraio 7 aerei bombardano Passarella ed un idro atterra in emergenza a circa 550 metri dalla spiaggia.
Il 25 febbraio attaccano le unità navali che collaborano con il cacciatorpediniere SMS Uzsok per recuperare un Lohner vicino a Parenzo e l'ultimo giorno di febbraio 4 aerei partecipano con le squadriglie veneziane all'attacco notturno su Pola.
Il 14 marzo il comando passa al tenente di vascello Giuseppe Diana che al 1º giugno dispone di altri 7 piloti tra cui il torpediniere Renato Spada, 7 osservatori e 8 Macchi.
Il 18 giugno un Macchi che stava mitragliando le trincee a San Donà di Piave viene colpito da un aereo dovendo ammarare in emergenza in un canale del Sile ed il 17 luglio un Macchi viene preso da una granata antiaerea nel bombardamento di giorno su Pola rientrando con seri danni.
In settembre inizia a ricevere i Macchi M.8 ed al 4 novembre 1918 dispone di 4 L.3, 4 M.8, 8 piloti e 5 osservatori.

### Seconda guerra mondiale
Al 10 giugno 1940 era sull'Aeroporto di Castelvetrano nel CIX Gruppo del 36º Stormo Bombardieri con 8 S.M.79.